# Dermott (Arkansas)
Dermott è una città degli Stati Uniti d'America situata nello Stato dell'Arkansas, nella Contea di Chicot.